# I sne står urt og busk i skjul
"I sne står urt og busk i skjul" (også under titlen "Giv tid") er en dansk sang med tekst af Bernhard Severin Ingemann og musik af J.P.E. Hartmann.
Det er en vintersang

## Tekst
Ingemanns digt stammer fra Huldregaverne eller Ole Navnløses Levnets-Eventyr udgivet i 1831.
Det er på fire strofer med hver fire verselinjer.
Linjerne er krydsrimet i rimskemaet er aBaB.
Umiddelbart før digtet optræder i Huldregaverne eller Ole Navnløses Levnets-Eventyr skriver Ingemann
| „ | Som prøve på smagløs sentimentalitet var der anført følgende strofer som jeg erindrede mig at have skrevet en kold februarmorgen vinteren før jeg så den skønne Camilla medens en lille fugl der efter sit slag kaldes ”slid-din-tid” kvidrede uden for mit vindue: | “ |

I sne står urt og busk i skjul;

det er så koldt derude;

dog synger der en lille fugl

på kvist ved frosne rude.
I første vers slås temaet om vinteren op.
I Højskolesangbogens kommentarer bliver digtet sammenlignet med et andet vinterdigt, Steen Steensen Blichers Det er hvidt herude der også er fra 1830'erne,
og det bliver bemærket at i Blicher-digtet er digterjeget udenfor ("herude"), mens i Ingemanns digt befinder digterjeget sig indendørs og kigger ud af en rude til vinterlandskabet (anden linjes "derude").
I anden, tredje og fjerde strofe gentages opfordringen "giv tid" flere gange.
Giv tid! giv tid! - den nynner glad

og ryster de små vinger, -

giv tid! og hver en kvist får blad,

giv tid! - hver blomst udspringer.

Giv tid! og livets træ bli'r grønt,

må frosten det end kue,

giv tid! og hvad du drømte skønt,

du skal i sandhed skue.

Giv tid! og åndens vinterblund

skal fly for herlig sommer,

giv tid, og bi på Herrens stund,

- hans skønhedsrige kommer!
I Huldregaverne eller Ole Navnløses Levnets-Eventyr fortsætter Ingemann umiddelbart efter digtet med:
| „ | Jeg følte atter en tåre på min kind som hin vintermorgen i min ungdom da jeg skrev dette, og det var mig som hint håb og hin anelse endnu ikke ganske var uddøet i mit gamle hjerte. | “ |

Sidste linje findes også som 'forvist hans Frelse kommer'.

## Musik
J.P.E. Hartmanns komposition stammer fra 1866.
I kataloget over hans musik, J.P.E. Hartmann. Thematic-Bibliographic Catalogue of His Works, har sangen fået nummeret "HartW 414".
I udgivelserne "Romancer og Sange" og "Religiøse Sange" er sangen sat i G-dur og 2/4-takt og med tempobetegnelsen "Poco Andante".
Hartmanns arrangement er ens for stroferne igennem.
Der et firtakters forspil, som ikke gentages, og et firtakters efterspil som gentages efter hver strofe.

Niels La Cour har komponeret en alternativ melodi.

## Udgivelser
"I sne står urt og busk i skjul" blev udgivet første gang af Horneman & Erslev i København i september 1867 i samlingen "Album for sang No. 2".
Senere udgav Wilhelm Hansen sangen i 1885 i en samling med titlen "Romancer og Sange" og i 1897 i samlingen "Religiøse Sange".
Under titlen "Romancer og Sange" findes sangen også som en selvstændig udgivelse.
I "Religiøse Sange" er den som nummer 47 angivet med melodi, klaverarrangement og fuld tekst,
og en indskannet version af sangbogen er tilgængelig fra Det Kongelige Bibliotek.
Sangen blev hurtigt optaget i sangbøger fra fjerde kvartal af 1800-tallet.
Teksten findes således som nummer 22 i C.A. Petersens Skolebørnenes egen Sangbog fra 1879.
Her er sidste linje "forvist hans Frelse kommer".
Et par år senere i 1881 blev 100 Sange til Brug ved Foredragsmøder og andre Sammenkomster samt i Skoler udgivet og her er sangen nummer 83 med titlen "Giv Tid!" og med sidste linje "— Hans Skønhedsrige kommer". Melodien angives til at være af "H. Rung".
Teksten findes også som nummer 114 i udgivelsen Ny Skolesangbog (120 Sange) fra 1889.
Her er sidste linje "— Hans Skønhedsrige kommer."
I Sangbog for de samvirkende sønderjyske Foreninger i Danmark fra 1894 er digtet nummer 48. Sidste linje er her "forvist hans Frelse kommer" og samtidig er forfatteren forkert angivet til at være "Chr. Richardt".
Digtet optræder i forskellige digtantologier for eksempel Gyldendals "Dansk Lyrik" fra 1965.
I Hakon Stangerups digtudvalg "Glæde over Danmark" er de fire strofer gengivet sammen med et fotografi af Tokkekøb Hegn i sne.
I Danmarks Melodibog findes den i det første bind som nummer 128, hvor der er klaverarrangement og fuld tekst.
Det Kongelige Bibliotek har tilgængeliggjort en indskannet side med noderne.
Nyere sangbøger har både tekst og melodi.
I 555 sange er den nummer 137 i afsnittet "Vinter", hvor den er sat i D-dur og med becifring.
I Edition Wilhelm Hansens blå Sangbogen finder man den i F-dur og også med becifring. Det er under afsnittet "Året rundt".
"I sne står urt og busk i skjul" findes i Højskolesangbogen som nummer 269 i 19. udgave.
Den findes ikke i Den Danske Salmebog, men har fået plads i Kirkesangbogen.
Det Kongelige Bibliotek har indskannet Hartmanns håndskrift med kompositionen og gjort det tilgængelig på Internettet.

## Opførelser og indspilninger
I Hartmanns værkfortegnelse er den første opførelse af "I sne står urt og busk i skjul" registreret til at være i Christiansborg Slotskirke den 9. marts 1870 hvor Otto Tolderlund sang og Carl Attrup akkompagnerede på orgel. I 1875 blev det til flere opførelser i danske provinskirker.
Herefter er der registreret en enkelt opførelse i 1888 og tre i 1890'erne.
"I sne står urt og busk i skjul" er indspillet flere gange, blandt andet af DR Radiopigekoret.
Af solister der har indsunget sangen er Mathilde i 1981,
Anne Dorte Michelsen i 2003
og Ann-Mette Elten i 2019.
Finn Ziegler står for en jazzet instrumentaludgave.
Ligeledes i jazz-genren findes en indspilning med pianisten Martin Schack, bassisten Morten Ramsbøl og trommeslageren Morten Lund udgivet 2016.
I rollen som en drikfældig Dynamit-Harry synger Preben Kaas sangen i filmen Olsen-banden går amok fra 1973.
Det er i en kørende ølvogn ved siden af en dybfrossen Egon Olsen.

## Vurdering og inspirationer
Ved Kristelig Dagblads læserafstemning over Danmarks 100 bedste sange blev "I sne står urt og busk i skjul" placeret som nummer 71.
Sangen er ikke listet blandt top 50 i DR P2's lytterafstemning i 2015 om den danske sang.
Efter afstemning blandt 30 forslag i Modersmål-Selskabets kanon-konkurrence på Bogmessen i Forum 2004 blev sangen placeret som nummer 17.
Linjen "Det er saa koldt derude" går igen i Christian Winthers digt Det første møde fra digtcyklussen Annette udgivet 1835. Første strofe lyder.
See, Sneen lægger sin Pude

Om Hytte og om Slot;

Det er saa koldt derude,

Men her er luunt og godt.
Henrik Pontoppidan citerer fuldt fjerde strofe i fortællingen Kirkeskuden fra bogen Stækkede Vinger udgivet 1881.
Til gengæld giver hverken Georg Metz i bogen Min danske sang eller Phillip Faber i bogen Den danske sang plads til omtale af "I sne står urt og busk i skjul".
Den alternative titel for "I sne står urt og busk i skjul" går igen i for eksempel Giv tid, giv tid, Annette Johannesens dokumentarfilm fra 1995.